# Société pour la prévention de la cruauté envers les animaux
Pour l'association française, voir Société protectrice des animaux (France).
La Société pour la prévention de la cruauté envers les animaux (SPCA ; en anglais : Society for the Prevention of Cruelty to Animals) est une association à but non lucratif fondée en Angleterre en 1824 et chargée de la protection des animaux.

## Histoire
La société a été fondée afin de protéger les chevaux d'attelage contre les abus. Avant l'arrivée de l'automobile, les cochers utilisaient souvent les chevaux avec peu de nourriture, de repos ou d'eau et dans des conditions particulièrement difficiles (grands froids ou vagues de chaleur). La SPCA a permis d'adopter des lois qui régulaient l'utilisation des chevaux d'attelage. Elle s'élargit dans divers pays au XIXe siècle notamment en France en 1845, aux États-Unis en 1866 et au Canada en 1869.
Chaque branche fonctionne indépendamment. En 2006, on fonde aux États-Unis la SPCA International (SPCAI) avec comme objectif de développer et d'utiliser une plateforme internationale pour le développement des branches nationales et pour promouvoir la protection des animaux.

## Organisations par continent

### Afrique
- Afrique du Sud : Cape of Good Hope Society for the Prevention of Cruelty to Animals
- Kenya : Kenya Society for the Prevention of Cruelty to Animals
- Zimbabwe : Zimbabwe Society for the Prevention of Cruelty to Animals

### Asie
- Hong Kong : Society for the Prevention of Cruelty to Animals (Hong Kong)
- Inde : Visakha Society for the Prevention of Cruelty to Animals (Visakhapatnam)
- Malaisie : Society for the Prevention of Cruelty to Animals, Selangor, Malaysia
- Malaisie : Society for the Prevention of Cruelty to Animals, Kota Kinabalu, Sabah, Malaysia
- Malaisie : Sarawak Society for the Prevention of Cruelty to Animals, Kuching, Sarawak, Borneo, Malaysia
- Singapour : Singapore Society for the Prevention of Cruelty to Animals
- Taïwan : Taiwan Society for the Prevention of Cruelty to Animals
- Thaïlande : Thai Society for the Protection of Cruelty to Animals

### Europe
- Belgique : Société royale protectrice des animaux (SRPA)
- France : Société protectrice des animaux (SPA)
- Irlande Dublin Society for Prevention of Cruelty to Animals (DSPCA (en))
- Norvège : SPCA Norge
- Pologne : Towarzystwo Opieki nad Zwierzętami w Polsce
- Roumanie Romanian Society for the Prevention of Cruelty to Animals (R.S.P.C.A)
- Royaume-Uni
  - Jersey Society for the Prevention of Cruelty to Animals
  - Royal Society for the Prevention of Cruelty to Animals (RSPCA) — Angleterre et pays de Galles
  - Scottish Society for the Prevention of Cruelty to Animals — Écosse
  - Ulster Society for the Prevention of Cruelty to Animals — Irlande du Nord
- Suisse : Société vaudoise pour la protection des animaux[5] (SVPA), fondée le 20 mars 1861 à l'Hôtel de ville de Lausanne[6]

### Amérique
- Canada : Société canadienne pour la prévention de la cruauté envers les animaux
  - SPCA de Montréal
- États-Unis
  - Aux États-Unis chaque organisation utilisant le nom SPCA est indépendante, il n'y a pas de réseau national. Parmi les notoires on retrouve :
  - American Society for the Prevention of Cruelty to Animals
  - Houston Society for the Prevention of Cruelty to Animals
  - New Jersey Society for the Prevention of Cruelty to Animals
  - Pennsylvania Society for the Prevention of Cruelty to Animals
  - San Francisco SPCA
  - Society for the Prevention of Cruelty to Animals, Monterey County, California

### Océanie
- Australie : Royal Society for the Prevention of Cruelty to Animals Australia
- Nouvelle-Zélande : Royal New Zealand Society for the Prevention of Cruelty to Animals
- Papouasie-Nouvelle-Guinée Royal Society for the Prevention of Cruelty to Animals of Papua New Guinea